# Migidae

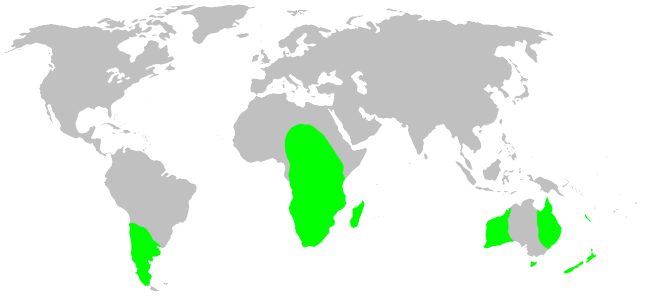
Voorkomen van de Migidae.

Migidae zijn een familie van spinnen. De familie telt 10 beschreven geslachten en 91 soorten.

## Geslachten
- Bertmainius Harvey, Main, Rix & Cooper, 2015
- Calathotarsus Simon, 1903
- Goloboffia Griswold & Ledford, 2001
- Heteromigas Hogg, 1902
- Mallecomigas Goloboff & Platnick, 1987
- Micromesomma Pocock, 1895
- Migas L. Koch, 1873
- Moggridgea O. Pickard-Cambridge, 1875
- Paramigas Pocock, 1895
- Poecilomigas Simon, 1903
- Thyropoeus Pocock, 1895

## Taxonomie
Voor een overzicht van de geslachten en soorten behorende tot de familie zie de lijst van Migidae.